# Mount Tegge
Mount Tegge ist ein 1570 m hoher und isolierter Berg im westantarktischen Ellsworthland. Er ragt am Mündungsgebiet des Embree-Gletschers an der Ostseite der Sentinel Range des Ellsworthgebirges auf.
Der United States Geological Survey kartierte ihn anhand eigener Vermessungen und mithilfe von Luftaufnahmen der United States Navy zwischen 1957 und 1959. Das Advisory Committee on Antarctic Names benannte ihn 1961 nach Leutnant Richard C. Tegge von der United States Air Force, der an der Errichtung der Südpolstation in den Jahren 1956 bis 1957 beteiligt war.